# Theridion dominica
Theridion dominica là một loài nhện trong họ Theridiidae.
Loài này thuộc chi Theridion. Theridion dominica được Herbert Walter Levi miêu tả năm 1963.